# Adolf Wagner (Gauleiter)

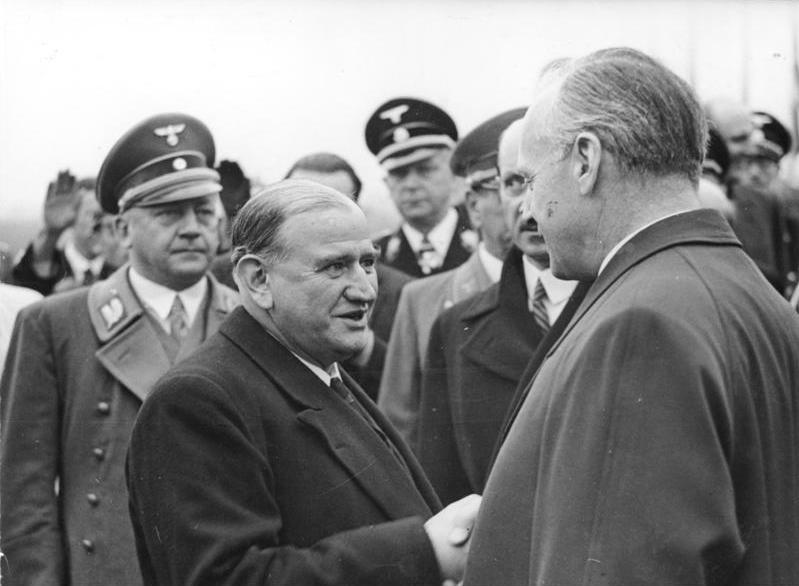
Adolf Wagner (till vänster) vid Édouard Daladiers avresa från München den 30 september 1938.

Adolf Wagner, född 1 oktober 1890 i Algringen, död 12 april 1944 i Bad Reichenhall, var en tysk militär och nazistisk politiker. Han var Gauleiter i München-Oberbayern från 1929 till sin död. Han kallades för "Münchens despot".